# Kenneth Kvarnström

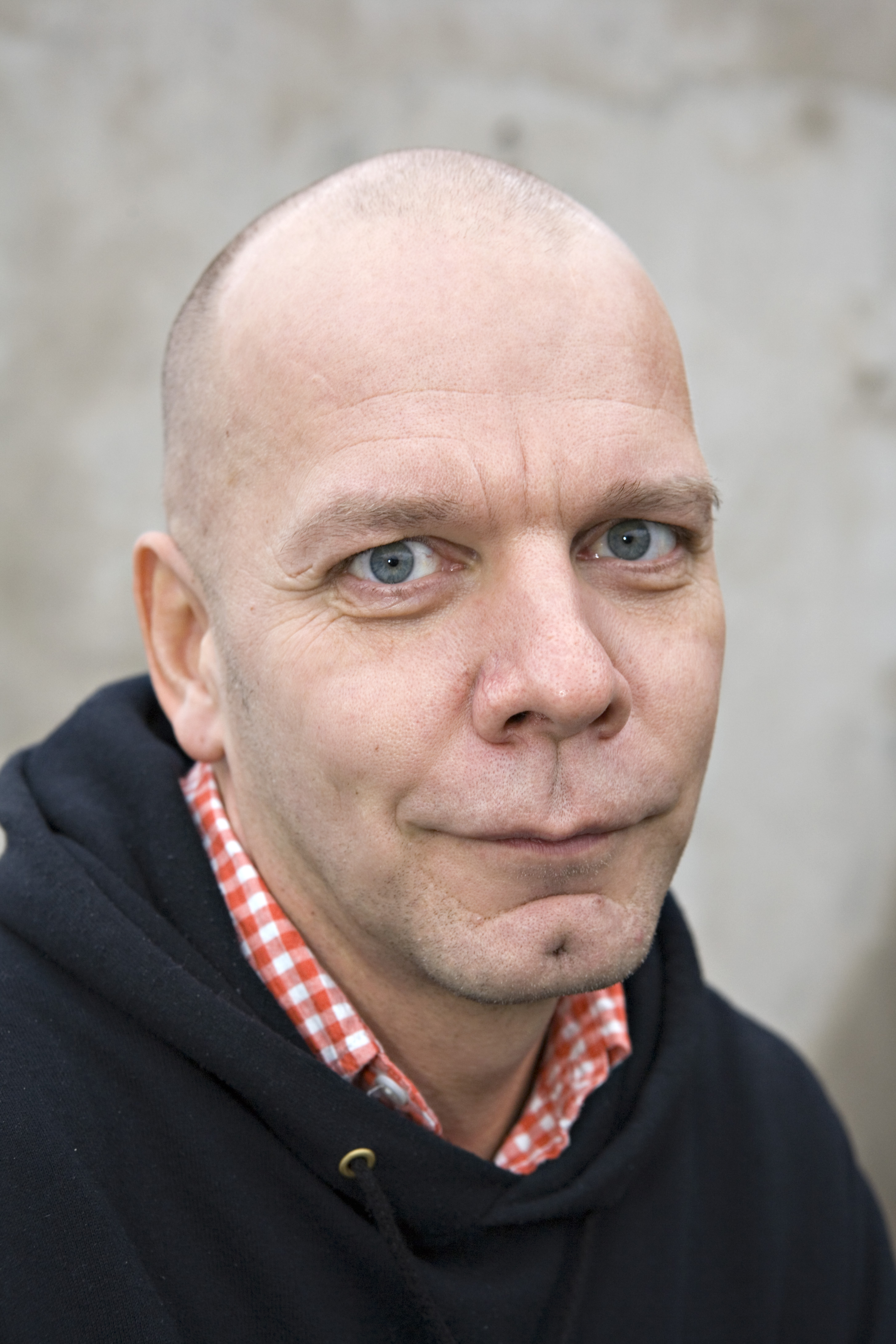
Kenneth Kvarnström

Kenneth Kvarnström (* 3. Februar 1963 in Karis) ist ein finnischer Tänzer, Choreograph, Professor und Theaterleiter.

## Leben
Er studierte von 1984 bis 1987 Tanz an der Ballettakademie Stockholm. Ab 1987 erarbeitete er eigene Choreographien. 1990 schuf er im Auftrag der Helsinkier Festwochen die Choreographie Exhibio, die er später mit Tanzgruppen auch in Norwegen und England einübte. Er arbeitete auch für das Fernsehen. Von 1995 bis 1998 war er Chefchoreograph am Städtischen Theater Helsinki.
Seine Choreographien wurden in vielen Ländern in Europa und auf Tourneen in Südamerika aufgeführt. Auf dem Pariser Tanzvideowettbewerb erhielt seine Choreographie Duo 1992 eine Auszeichnung.
Seine Werke werden als moderne urbane Choreographien beschrieben, die die Energie der Straße auf die Bühne bringen und Aggressivität, Sexualität und Gewalt ausdrücken.

## Choreographien
- Exhibio, 1990
- … that was all I wanted so I stuck my finger in his eye …, 1991
- Duo, 1992
- Digger Dog, 1993
- Neste, 1994
- … and the angels began to scream, 1995
- Nono, 1996